# Absolute Grey
Absolute Grey was een Amerikaanse alternatieve rock-janglepopband, opgericht in Rochester (New York) in september 1983. De oorspronkelijke bezetting van de groep bestond uit drummer Pat Thomas (die later Heyday Records oprichtte), gitarist Matt Kitchen, zanger Beth Brown en bassist Mitchell Rasor.

## Bezetting
- Matt Kitchen[3] (gitaar)
- Beth Brown[4] (zang)
- Mitchell Rasor[5] (basgitaar)
- Pat Thomas[6] (drums)

## Geschiedenis
Het debuut van de band was een cassette met zes nummers, gevolgd door de mini-lp Green House in december 1984. Ze tekenden vervolgens bij Midnight Records en twee jaar na hun debuut brachten ze What Remains uit, geproduceerd door Tim Lee van The Windbreakers. Thomas vertrok in 1987, waarna hij later een reeks soloalbums uitbracht, en Kitchen vertrok ook, waardoor Brown en Rasor verder gingen met de akoestische ep Painted Post, die medio 1987 werd uitgebracht. Een livealbum opgenomen in 1984 volgde, uitgebracht bij het Griekse Di-Di label, voordat de oorspronkelijke bezetting weer bij elkaar kwam om hun laatste album Sand Down the Moon op te nemen. Na de ontbinding in 1990 werd in 2001 een uitgebreide heruitgave van A Journey Through the Past uitgebracht. In 2003 werd een geremixte editie van Green House: 20th Anniversary Edition uitgebracht met een bonusschijf met live-opnamen. De band werd opnieuw geformeerd en kondigde plannen aan voor een nieuw album in 2004, hoewel er niets werd uitgebracht.

## Discografie

### Albums
- 1984: Green House, Earring
- 1986: What Remains, Midnight
- 1988: A Journey Through the Past (live), Di-Di
- 1989: Sand Down the Moon, Di-Di
- 2004: Green House - 20th Anniversary

### Compilaties
- 1993: Broken Promise

### Ep's en singles
- 1987: Painted Post ep, Midnight